# Parita kupní síly

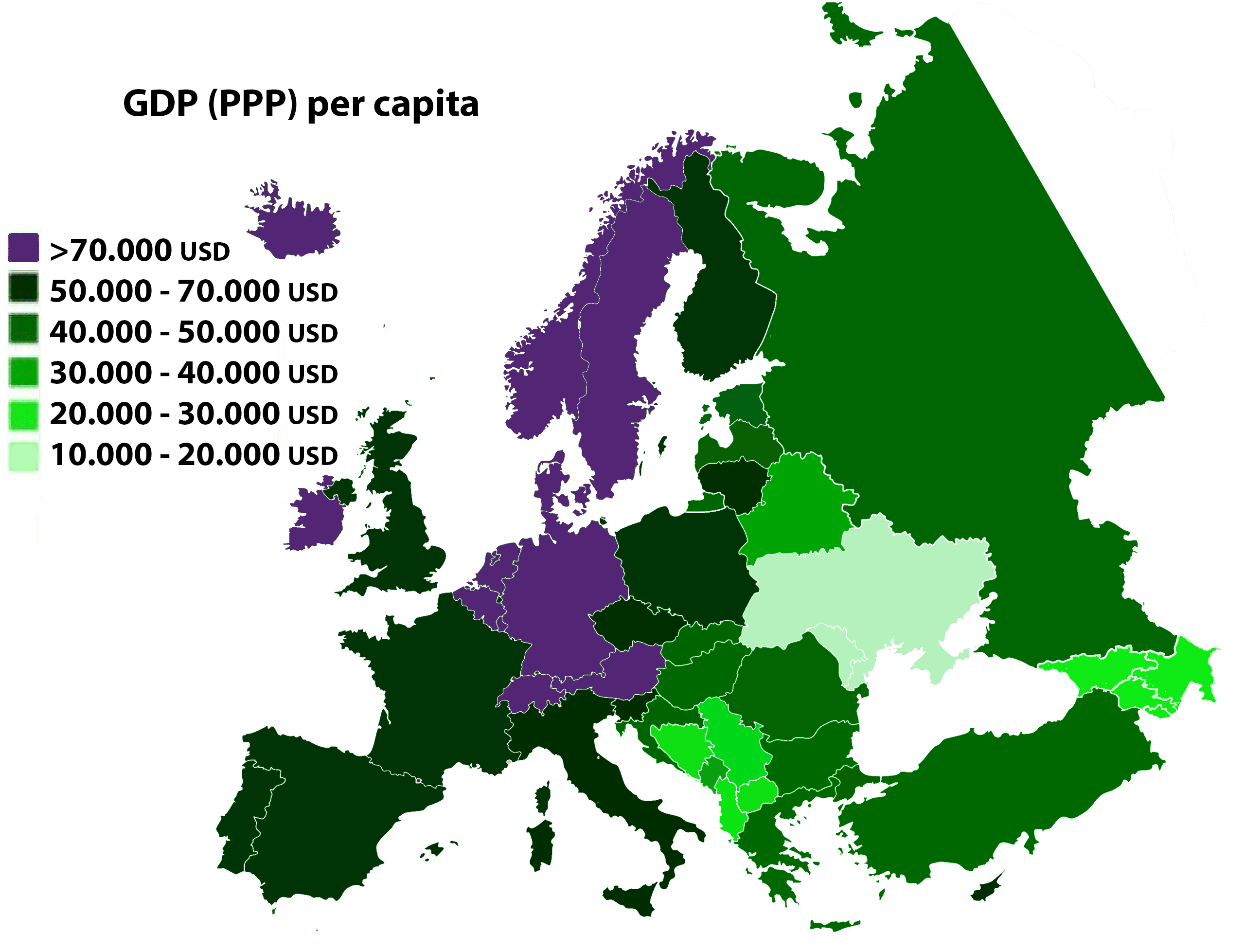
HDP v Evropě podle parity kupní síly

Parita kupní síly (anglicky purchasing power parity  (PPP)) zvolené měny X vyjadřuje hodnotu jednotky této měny vyjádřenou v jednotkách výchozí národní měny. Číselně je to tedy počet jednotek národní měny, za který lze koupit stejné množství výrobků a služeb na výchozím vnitrostátním trhu (např. českém), jako za jednotku měny X na vnitrostátním trhu měny X.

## Příklad
| S = P2 / P1 |

S = Směnný kurz mezi měnou 1 a 2 (Např. USD/CZK)
P1 = Cena daného zboží v první měně (V našem případě USD)
P2 = Cena daného zboží v druhé měně (V našem případě CZK)
Pokud je cena Big Macu v USA 4 USD, a 79 CZK v ČR, a převodní kurz USD/CZK pro náš příklad je 1USD = 22 CZK, tak:
22 = (79/4 = 19,75) 
Z tohoto příkladu lze říct, že dle Big Mac Index je CZK podhodnocená. Často uváděný mýtus, že “U celosvětové nabízeného Big Macu je problém, že cenu určuje McDonald's Corp., tudíž cena není určena přímo trhem,” je značně absurdní, protože každý (i globální) dodavatel musí vzít v potaz kupní sílu, tj. ne/koupěschopnost lokálního spotřebitele, a následně přizpůsobit cenu svého globálně nabízeného produktu místním podmínkám.
Parita kupní síly měn není sice zcela exaktně definovanou veličinou, avšak lépe, než kurz měny umožňuje podstatně přesnější srovnání skutečné ekonomické úrovně, struktury a výkonnosti států. Základem výpočtu parity je porovnání cen v národních měnách u dostatečného počtu shodných výrobků a služeb na vnitrostátních trzích. Porovnává se zpravidla metodou spotřebního koše vyjadřujícího běžné náklady domácnosti. V Česku paritu kupní síly porovnává a obsahem spotřebního koše se zabývá Český statistický úřad.
Parita kupní síly se tedy liší od kurzu měny, který je určen zájmem o měnu na mezinárodních finančních trzích a najdeme jej na kurzovním lístku bank či směnáren, např. České národní banky. Parita kupní síly zahrnuje i ty příjmy a výdaje obyvatelstva, které nejsou přímo vyjádřeny peněžními jednotkami. Jde např. o různé dotace, regulované ceny, odlišné míry zdanění a sociální platby.
Představu o rozdílech mezi kurzem měny a paritou kupní síly může dát následující tabulka hrubého domácího produktu v zemích Evropské unie v r. 2004. Zatímco Česko při počítání podle platného směnného kurzu dosahuje pouze 38 % průměru HDP 25 zemí EU, v přepočtu podle parity kupní síly je to 70 %. Naproti tomu, např. pro Velkou Británii je relace opačná, platí čísla 129 % podle směnného kurzu a 119 % podle parity kupní síly.
|                        |              |                   |                 |                 |       |                     |  |                  |  |                      |  |  |  |  |
| údaje jsou z roku 2004 |              | HDP kurzem k euru |                 | HDP PPP         |       | HDP na osobu kurzem |  | HDP PPP na osobu |  | HDP PPP / HDP kurzem |  |  |  |  |
|                        | mil. eur/rok | mil. eur/rok      | eur/rok a obyv. | eur/rok a obyv. | %     |                     |  |                  |  |                      |  |  |  |  |
|                        |              |                   |                 |                 |       |                     |  |                  |  |                      |  |  |  |  |
| EU (25 zemí)           | 10 266 471   | 10 266 471        | 22 300          | 22 300          | 100 % |                     |  |                  |  |                      |  |  |  |  |
| Eurozóna (EMU)         | 7 601 226    | 7 449 065         | 24 388          | 23 900          | 98 %  |                     |  |                  |  |                      |  |  |  |  |
|                        |              |                   |                 |                 |       |                     |  |                  |  |                      |  |  |  |  |
| Belgie                 | 283 752      | 275 641           | 27 280          | 26 500          | 97 %  |                     |  |                  |  |                      |  |  |  |  |
| Česko                  | 86 239       | 159 711           | 8 478           | 15 700          | 185 % |                     |  |                  |  |                      |  |  |  |  |
| Dánsko                 | 194 421      | 146 893           | 36 001          | 27 200          | 76 %  |                     |  |                  |  |                      |  |  |  |  |
| Estonsko               | 9 043        | 15 368            | 6 649           | 11 300          | 170 % |                     |  |                  |  |                      |  |  |  |  |
| Finsko                 | 149 725      | 133 715           | 28 665          | 25 600          | 89 %  |                     |  |                  |  |                      |  |  |  |  |
| Francie                | 1 648 369    | 1 533 581         | 26 549          | 24 700          | 93 %  |                     |  |                  |  |                      |  |  |  |  |
| Irsko                  | 148 556      | 127 599           | 36 674          | 31 500          | 86 %  |                     |  |                  |  |                      |  |  |  |  |
| Itálie                 | 1 351 328    | 1 361 648         | 23 322          | 23 500          | 101 % |                     |  |                  |  |                      |  |  |  |  |
| Kypr                   | 12 402       | 13 445            | 16 789          | 18 200          | 108 % |                     |  |                  |  |                      |  |  |  |  |
| Litva                  | 17 926       | 36 750            | 5 219           | 10 700          | 205 % |                     |  |                  |  |                      |  |  |  |  |
| Lotyšsko               | 11 064       | 22 348            | 4 802           | 9 700           | 202 % |                     |  |                  |  |                      |  |  |  |  |
| Lucembursko            | 25 664       | 22 549            | 56 566          | 49 700          | 88 %  |                     |  |                  |  |                      |  |  |  |  |
| Maďarsko               | 80 816       | 137 673           | 7 983           | 13 600          | 170 % |                     |  |                  |  |                      |  |  |  |  |
| Malta                  | 4 316        | 6 391             | 10 738          | 15 900          | 148 % |                     |  |                  |  |                      |  |  |  |  |
| Německo                | 2 207 240    | 2 008 574         | 26 703          | 24 300          | 91 %  |                     |  |                  |  |                      |  |  |  |  |
| Nizozemsko             | 488 642      | 454 717           | 29 982          | 27 900          | 93 %  |                     |  |                  |  |                      |  |  |  |  |
| Polsko                 | 195 206      | 399 155           | 5 135           | 10 500          | 204 % |                     |  |                  |  |                      |  |  |  |  |
| Portugalsko            | 135 035      | 170 347           | 12 842          | 16 200          | 126 % |                     |  |                  |  |                      |  |  |  |  |
| Rakousko               | 237 039      | 223 079           | 29 008          | 27 300          | 94 %  |                     |  |                  |  |                      |  |  |  |  |
| Řecko                  | 165 281      | 201 621           | 15 002          | 18 300          | 122 % |                     |  |                  |  |                      |  |  |  |  |
| Slovensko              | 33 119       | 62 676            | 6 130           | 11 600          | 189 % |                     |  |                  |  |                      |  |  |  |  |
| Slovinsko              | 25 895       | 34 779            | 12 955          | 17 400          | 134 % |                     |  |                  |  |                      |  |  |  |  |
| Španělsko              | 837 557      | 935 995           | 19 686          | 22 000          | 112 % |                     |  |                  |  |                      |  |  |  |  |
| Švédsko                | 279 008      | 233 304           | 30 974          | 25 900          | 84 %  |                     |  |                  |  |                      |  |  |  |  |
| Velká Británie         | 1 715 791    | 1 584 083         | 28 812          | 26 600          | 92 %  |                     |  |                  |  |                      |  |  |  |  |
|                        |              |                   |                 |                 |       |                     |  |                  |  |                      |  |  |  |  |